# .sk
.sk is het achtervoegsel van domeinen van websites uit Slowakije.
Tot de scheiding van Tsjecho-Slowakije in 1993 viel Slowakije onder het domein .cs.